# Основинська
Осно́винська (рос. Основинская) — присілок у складі Верховазького району Вологодської області, Росія. Входить до складу Верхівського сільського поселення.

## Населення
Населення — 16 осіб (2010; 27 у 2002).
Національний склад (станом на 2002 рік):
- росіяни — 100 %